# Thomas Backus
Thomas Backus (* 1800; † 1858) war ein US-amerikanischer Politiker. Zwischen 1849 und 1850 war er Vizegouverneur des Bundesstaates Connecticut.

## Werdegang
Die Quellenlage über Thomas Backus ist sehr dürftig. Weder seine genauen Geburts- und Sterbedaten noch die Geburts- und Sterbeorte sind überliefert. Auch über seine Schulausbildung und seinen Werdegang jenseits der Politik ist nichts bekannt. Politisch wurde er Mitglied der von Andrew Jackson gegründeten Demokratischen Partei. In den Jahren 1829 und 1833 war er Abgeordneter im Repräsentantenhaus von Connecticut; 1835 und 1838 wurde er jeweils in den Staatssenat gewählt.
1849 wurde Backus an der Seite von Joseph Trumbull zum Vizegouverneur von Connecticut gewählt. Dieses Amt bekleidete er bis 1850. Dabei war er Stellvertreter des Gouverneurs und Vorsitzender des Staatssenats. Nach dem Ende seiner Zeit als Vizegouverneur verliert sich seine Spur. Es wird in den Quellen nur noch vermerkt, dass er im Jahr 1858 starb.